# Stenloken (Överhogdals socken, Härjedalen)
Stenloken är en sjö i Härjedalens kommun i Härjedalen och ingår i Ljungans huvudavrinningsområde.